# Asura pectinella
Asura pectinella is een vlinder uit de familie spinneruilen (Erebidae), onderfamilie beervlinders (Arctiinae). De wetenschappelijke naam van de soort is voor het eerst geldig gepubliceerd in 1922 door Strand.
Deze nachtvlinder komt voor in tropisch Afrika.